# Інформаційні права людини
Інформаційні права людини — це гарантовані державою можливості людини задовольняти її потреби в отриманні, використанні, поширенні, охороні і захисті необхідного для життєдіяльності обсягу інформації.
Гарантоване Конституцією України право на інформацію стає все більш важливим для існування демократичного суспільства. Та не варто ототожнювати право на інформацію й інформаційні права людини.
Проблема інформаційних прав людини набуває дедалі більшого значення у зв'язку зі зміною чинного інформаційного законодавства, зокрема набранням чинності з 1 січня 2011 року Закону України «Про захист персональних даних», а з 9-го травня 2011 року — Законів України «Про доступ до публічної інформації» і «Про внесення змін до Закону України „Про інформацію“».

### Право на інформацію
Ядром інформаційних прав людини є право на інформацію, яке включає право вільно збирати, зберігати, використовувати і поширювати інформацію усно, письмово або в інший спосіб — на свій вибір. Основою права на інформацію є право людини на отримання інформації.
Варто підкреслити, що право на інформацію не є абсолютним і необмеженим. Насамперед, реалізація права на інформацію громадянами, юридичними особами і державою не має порушувати громадські, політичні, економічні, соціальні, духовні, екологічні та інші права, свободи і законні інтереси інших громадян, права та інтереси юридичних осіб . Існує принцип, згідно з яким не допускається збирання інформації, що є державною таємницею або конфіденційною інформацією юридичної особи .Тобто можна сказати, що право особи на інформацію закінчується там, де починається право іншої особи.

### Закріплення інформаційних прав у законодавстві України
Згідно зі ст. 34 Конституції України «кожен має право вільно збирати, зберігати, використовувати і поширювати інформацію усно, письмово або в інший спосіб — на свій вибір». В статті також зазначено: «здійснення цих прав може бути обмежене законом в інтересах національної безпеки, територіальної цілісності або громадського порядку з метою запобігання заворушенням чи злочинам, для охорони здоров'я населення, для захисту репутації або прав інших людей, для запобігання розголошенню інформації, одержаної конфіденційно, або для підтримання авторитету і неупередженості правосуддя».
Деталізують цю конституційну норму положення Цивільного кодексу України, закони України «Про інформацію», «Про звернення громадян». Цивільний кодекс України визначає правові можливості фізичної особи вільно збирати, зберігати, використовувати і поширювати інформацію.
Діюча до 9 травня 2011 року редакція Закону України «Про інформацію» закріплює право особи на інформацію в багатьох галузях суспільного і державного життя України .Вказується, що всі громадяни України, юридичні особи і державні органи мають право на інформацію, що завбачає наявність вільного отримання, використання, поширення та зберігання відомостей, необхідних їм для реалізації ними своїх прав, свобод і законних інтересів, здійснення завдань і функцій .
Нова редакція Закону України «Про інформацію» звужує суб'єктний склад права на інформацію, зазначаючи: «Кожен має право на інформацію, що передбачає можливість вільного одержання, використання, поширення, зберігання та захисту інформації, необхідної для реалізації своїх прав, свобод і законних інтересів. Реалізація права на інформацію не повинна порушувати громадські, політичні, економічні, соціальні, духовні, екологічні та інші права, свободи і законні інтереси інших громадян, права та інтереси юридичних осіб» . Послідовним висновком щодо роз'яснення цієї норми є те, що із переліку суб'єктів права на інформацію виключено юридичних осіб і державні органи. Цікавим ньюансом є те, що порушувати інтереси громадян заборонено лише законні, а юридичних осіб - усі. І навіть незаконні.

### Гарантії права на інформацію за законодавством України
Інформаційне законодавство визначає гарантії права на інформацію: створення механізму реалізації права на інформацію; створення можливостей для вільного доступу до даних, архівних, бібліотечних і музейних фондів, інформаційних банків, баз даних, інформаційних ресурсів; обов'язку посадовців при владі інформувати громаду та засоби масової інформації про свою діяльність і рішення;здійснення державою та громадою контролю за додержанням законодавства про інформацію; встановлення відповідальності за порушення законодавства про інформацію . Гарантуються якнайширші можливості людини на доступ до інформації.

### Інші права людини, що пов'язані з інформацією
1. Свобода особистого і сімейного життя. Право громадянина не зазнавати втручання в його особисте та сімейне життя, шляхом збирання, зберігання, використання та поширення конфіденційної інформації про особу без її згоди, знайомитися в органах державної влади, органах місцевого самоврядування, установах та організаціях із відомостями про себе .(ст. 32 КУ: «…не допускається збирання, зберігання, використання та поширення конфіденційної інформації про особу без її згоди, крім випадків, визначених законом, і лише в інтересах національної безпеки, економічного добробуту та прав людини»).
У ст. 302 ЦК законодавчо закріплено, що збирання, зберігання, використання і поширення інформації про особисте життя фізичної особи без її згоди не допускаються, крім випадків, визначених законом, і лише в інтересах національної безпеки, економічного добробуту та прав людини. Після прийняття Закону України «Про захист персональних даних» стає актуальною проблема обігу та захисту персональних даних.
2. Таємниця листування, телефонних розмов, телеграфної та іншої кореспонденції (ст. 31 КУ: «…винятки можуть бути встановлені лише судом у випадках, передбачених законом, з метою запобігти злочинові чи з'ясувати істину під час розслідування кримінальної справи, якщо іншими способами одержати інформацію неможливо»).
3. Право громадянина направляти індивідуальні або колективні письмові звернення або особисто звертатися в органи державної влади, органи місцевого самоврядування та до посадових і службових осіб цих органів (ст. 40 КУ).
4. Право кожного громадянина на достовірну інформацію про стан довкілля (ст. 50 КУ: «…така інформація ніким не може бути засекречена»).
5. Право кожного на свободу творчості і право доступу до культурних цінностей (ст. 54 КУ: результати інтелектуальної, творчої діяльності громадянина «ніхто не може використовувати або поширювати їх без його згоди, за винятками, встановленими законом»).

### Забезпечення інформаційної безпеки людини
Нинішнє суспільство характеризується тим, що розвиваються засоби створення, обробки, передачі інформації. Поруч із мобільними тенденціями впровадження нових технологій, передачі і поширення знань постають загрози для життя і здоров'я людини, пов'язані з сучасними інформаційними технологіями, розвитком інтернету. Всі і кожен окремо потребують захисту від інформації, яка не потрібна, або яка використовується з неправомірною метою. Постає потреба забезпечення інформаційної безпеки людини.
Законодавство України у цьому плані потребує удосконалення. Хоч ст. 17 Конституції України і передбачає, що забезпечення інформаційної безпеки — це одна з найважливіших функцій держави, справа всього народу , та Доктрина інформаційної безпеки України дещо звужує зміст інформаційної безпеки — не передбачає інтереси особи щодо захисту від неповноти, невчасності та невірогідності інформації, що використовується, від негативних інформаційних впливів. Фактором такої прогалини є відсутність нормативно закріпленого відповідного права людини. І нині таке право набуває характеру природного тому, що від захищеності людини від неповноти, невчасності невірогідності інформації, що використовується, від негативних інформаційних впливів залежить стан здоров'я і життя людини.

### Свобода інформації
Свобода інформації — поняття, що використовується для позначення групи прав і свобод, включаючи свободу вираження переконань (свобода слова), вільне функціонування засобів масової інформації (свобода друку), право суспільства на отримання від державних служб інформації, що має суспільне значення, свободу поширення інформації будь-яким законним способом. Свобода інформації не залежить від сб'єкту і способу її інформації: письмово, усно, друковано чи через Інтернет.
Свобода інформації може бути обмежена для дотримання інших прав особистості (таємниця зв'язку, захист від втручання в особисте і сімейне життя), так і для захисту інтересів суспільства (обмеження в період дії надзвичайного або воєнного стану) .

### Зловживання правом на інформацію
Ст. 46 Закону України «Про інформацію» попереджає про неприпустимість зловживання правом на інформацію: «Інформація не може бути використана для закликів до повалення конституційного ладу, порушення територіальної цілісності України, пропаганди війни, насильства, жорстокості, розпалювання расової, національної, релігійної ворожнечі, посягання на права і свободи людини».
Предметом суспільного інтересу вважається інформація, яка свідчить про загрозу державному суверенітету, територіальній цілісності України; забезпечує реалізацію конституційних прав, свобод і обов'язків; свідчить про можливість порушення прав людини, введення громадськості в оману, шкідливі екологічні та інші негативні наслідки діяльності чи бездіяльності фізичних або юридичних осіб.